# Pocola (Bihor)
Pocola é uma comuna romena localizada no distrito de Bihor, na região histórica da Crișana (parte da Transilvânia). A comuna possui uma área de 21.21 km² e sua população era de 1578 habitantes segundo o censo de 2007.